# پی‌بک (۲۰۲۳)
پی‌بک (به انگلیسی: Payback) یک رویداد غیر رایگان (Pay-Per-View) در کشتی حرفه‌ای می‌باشد که توسط کمپانی دبلیودبلیوئی برای هردو برَند راو و اسمک‌دَون تهیه می‌شود و این دوره‌اش هم در ۲ سپتامبر ۲۰۲۳ درسالن پی پی جی پینتس آرنا شهر پیتسبرگ در ایالت پنسیلوانیا برگزار شد. این هفتمین رویداد تحت عنوان دبلیودبلیوئی پی‌بک بود.

## زمینه‌سازی
پی‌بک شامل مسابقاتی بین دشمنی‌های موجود، ماجراهای پیش آمده و استوری‌هایی خواهد بود که پیش از این در برنامه‌های را و اسمَک‌دَون پخش شده بود. کشتی‌گیرها با توجه به مسابقات یا سری اتفاقاتی که برایشان رخ می‌دهد و تنش را به حداکثر می‌رساند، نقش منفی یا قهرمان به خود می‌گیرند و در این رویداد به مسابقه و رقابت می‌پردازند.

## نتایج
| #                                                     | نتایج                                                                    | نوع مسابقه                                                     | مدت زمان |
| ----------------------------------------------------- | ------------------------------------------------------------------------ | -------------------------------------------------------------- | -------- |
| ۱                                                     | بکی لینچ پیروز در مقابل تریش استراتوس                                    | مسابقه قفس فولادین                                             | ۲۰:۰۰    |
| ۲                                                     | ال ای نایت پیروز در مقابل د میز با داوری جان سینا                        | مسابقه تک نفره                                                 | ۱۵:۴۵    |
| ۳                                                     | ری میستریو (c) پیروز در مقابل آستین تئوری                                | مسابقه تک نفره برای قهرمانی کمربند ایالات متحده دبلیودبلیوئی‌‌   | ۹:۴۵     |
| ۴                                                     | جاجمنت دی (فین بلر و دیمین پریست) پیروز در مقابل کوین اونز و سمی زین (c) | مسابقه تگ تیم برای قهرمانی کمربند های تگ تیم راو و اسمکدان     | ۲۰:۴۵    |
| ۵                                                     | ریا ریپلی (c) پیروز در مقابل راکل رودریگز                                | مسابقه تک نفره برای قهرمانی کمربند قهرمانی جهانی زنان          | ۱۷:۲۰    |
| ۶                                                     | ست رالینز (c) پیروز در مقابل شینسوکه ناکامورا                            | مسابقه تک نفره برای قهرمانی کمربند سنگین وزن جهان دبلیودبلیوئی | ۲۶:۰۵    |
| - (c) – نشان‌دهنده قهرمان(هایی) است که به میدان می‌روند |                                                                          |                                                                |          |